# Risciò (romanzo)
Risciò (骆驼祥子S, Luòtuo XiángziP, lett. "Cammello Felice, o Cammello Fortunato") è un romanzo di Lao She pubblicato dapprima a puntate su una rivista letteraria a partire dal gennaio 1937. 
Il romanzo, nel quale sono narrate le vicende di Xiángzi, un giovane tiratore di risciò nella Pechino degli anni venti, è considerato il capolavoro di Lao She  e un classico della letteratura cinese moderna.

## Trama
Nel romanzo sono narrate le vicende di Xiángzi, un giovane tiratore di risciò, ritratto inizialmente come un giovane ingenuo ma profondamente onesto, dall'animo generoso, dedito al lavoro in maniera quasi ossessiva. Appena arrivato a Pechino dalla campagna, Xiángzi è molto forte, taciturno, deciso a diventare economicamente indipendente senza chiedere aiuto a nessuno. Dopo innumerevoli sacrifizi, Xiángzi riesce a comprarsi un risciò tutto per lui; ma la fortuna non gli è amica. Uno degli eserciti in lotta nella guerra civile giunge a Pechino: Xiángzi viene privato del risciò, arruolato con la forza, e portato nel Nord con il resto della truppa.
Tuttavia riesce a fuggire, portando con sé alcuni cammelli sottratti all'esercito. Questa vicenda viene diffusa a Pechino donde il soprannome ("Cammello Fortunato"). Comincia tuttavia la decadenza morale del giovane, fino ad allora onesto. Il ragazzo comincia una durissima lotta per economizzare e comprare un nuovo risciò. Subisce le angherie della polizia segreta; viene nuovamente imbrogliato; è costretto a sposare una ragazza che aveva messo incinta, per poi vederla morire di parto. Il percorso del giovane verso l'abiezione morale termine quando, disperato, denuncerà alla polizia segreta, per pochi soldi, il suo vecchio padrone.

## Genesi dell'opera
Luòtuo Xiángzi fu iniziato nel 1936 e pubblicato dapprima a puntate sulla rivista Vento cosmico (宇宙风S, Yuzhou fengP) a partire dal gennaio 1937. Storicamente, nell'anno 1937 la Cina, funestata dalla guerra civile fra i nazionalisti di Chiang Kai-shek e i comunisti di Mao Zedong, era alla vigilia dell'invasione giapponese. Nella versione del 1937 il romanzo rifletteva la situazione politica, da cui si irradiava un tono pessimistico di fondo: un ragazzo onesto e laborioso in una società moralmente degradata iniziava un percorso di abiezione morale che si concludeva nella denuncia del suo vecchio padrone alla polizia segreta. 
Nel 1945 Evan King eseguì una traduzione del romanzo in lingua inglese, non autorizzata dall'autore; la traduzione di King presentava numerose e importanti varianti rispetto all'originale, e un finale decisamente positivo. La traduzione di King ebbe tuttavia molto successo e fu tradotta a sua volta in altre lingue fra cui l'italiano. 
Nel 1949 Lao She ritornò dagli Stati Uniti nella Repubblica popolare cinese; nel 1954 fu pubblicata una nuova edizione di Luòtuo Xiángzi in lingua cinese accompagnata dal testo inglese a fronte (Foreign Languages Press edition). Tale versione fu profondamente rivista rispetto all'edizione pubblicata su Yuzhou feng nel 1937 in quanto l'autore aveva modificato il tono pessimistico di fondo e aveva espunto alcuni brani giudicati nella Cina del 1954 "non necessari" («taken out some of the coarser language and some unnecessary descriptions»). La versione del 1954 è stata tradotta in inglese da Jean M. James nel 1979. In lingua francese esistono due diverse traduzioni dell'edizione cinese del 1954.

## Edizioni
- Lau Shaw, Rickshaw Boy; translated from the Chinese by Evan King, New York: Reynal & Hitchcock, 1945, 315 p.
- Lau Shaw, Risciò; unica traduzione autorizzata dall'inglese di Olga Ceretti, Collezione I grandi romanzi Martello, Milano: A. Martello, 1948, 370 p.
- Lau Shaw, Ragazzo felice; unica traduzione autorizzata dall'inglese di Olga Ceretti Borsini, Collezione La piramide ; 42, Milano: Aldo Martello, stampa 1957, 460 p.
- Lao She, Rickshaw: the novel Lo-t'o Hsiang Tzu; translation by Jean M. James, Honolulu: University of Hawaii Press, 1979It is based on the 1949 edition.
- Lao She, Il ragazzo del risciò; prima traduzione italiana condotta sull'originale cinese[8], a cura di Alessandra C. Lavagnino, Collana Oscar Moderni Cult, Mondadori, 2019, 315 p. - ISBN 978-88-04-71481-1

## Adattamenti
- Il ragazzo del risciò (骆驼祥子) - film cinese del 1982 diretto da Ling Zifeng[9]
- Il ragazzo del risciò (骆驼祥子) - opera lirica in due atti di Guo Wenjing su libretto di Xu Ying, eseguita in prima mondiale a Pechino il 25 giugno 2014 nell'ambito del 2014 NCPA World Opera Forum[10].